# Cappella di San Bartolomeo (Cordova)

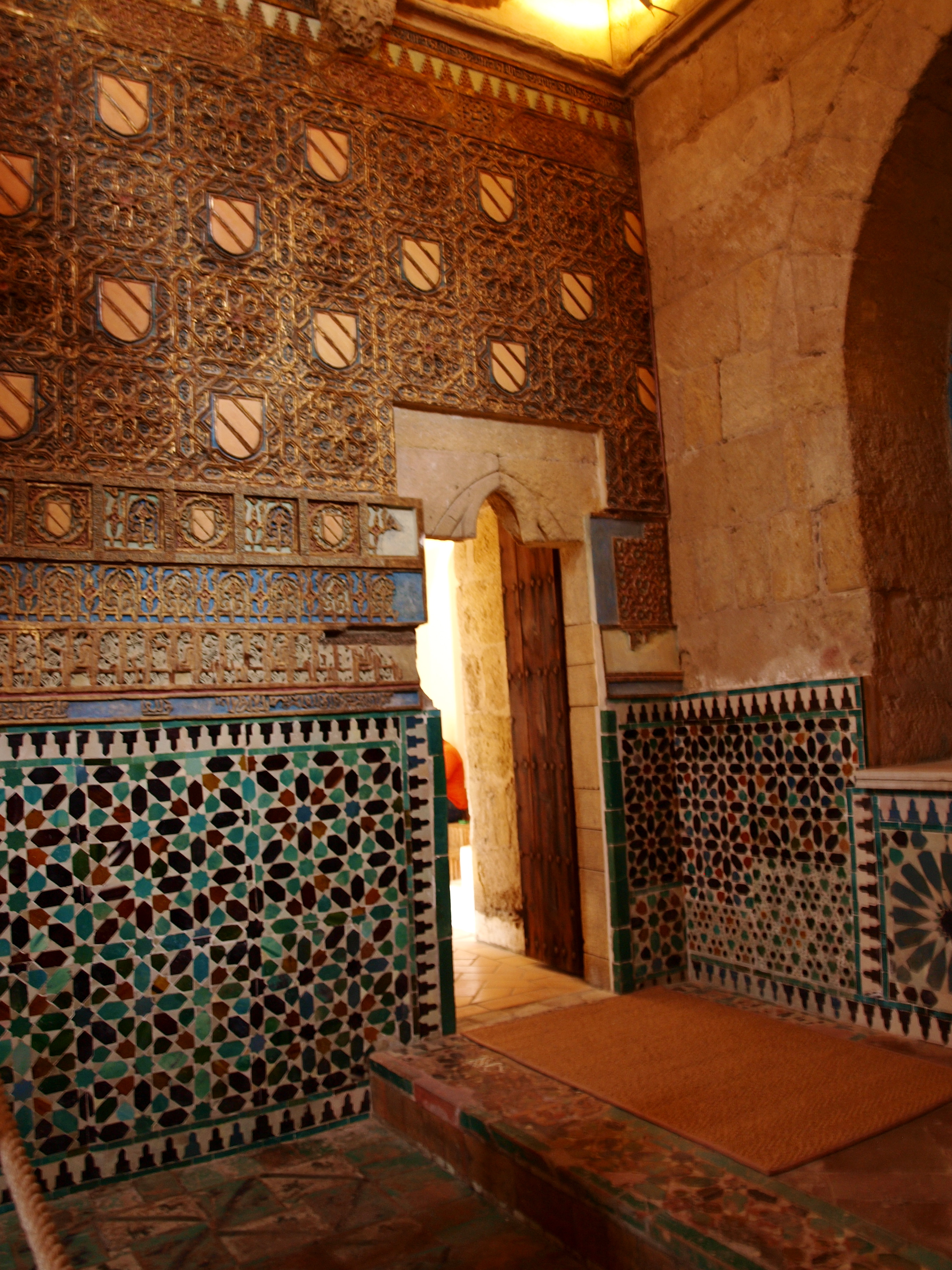
Interno della cappella di San Bartolomeo

La cappella di San Bartolomeo è un'antica cappella dell'ospedale del Cardenal Salazar, attuale Facoltà di filosofia e lettere dell'Università di Cordova in Spagna. La cappella, proprietà dell'amministrazione provincia, fu dichiarata bene di interesse culturale il 3 giugno 1931. Il 20 marzo 2010 aprì al pubblico, dopo il restauro realizzato fra il 2006 e il 2008.

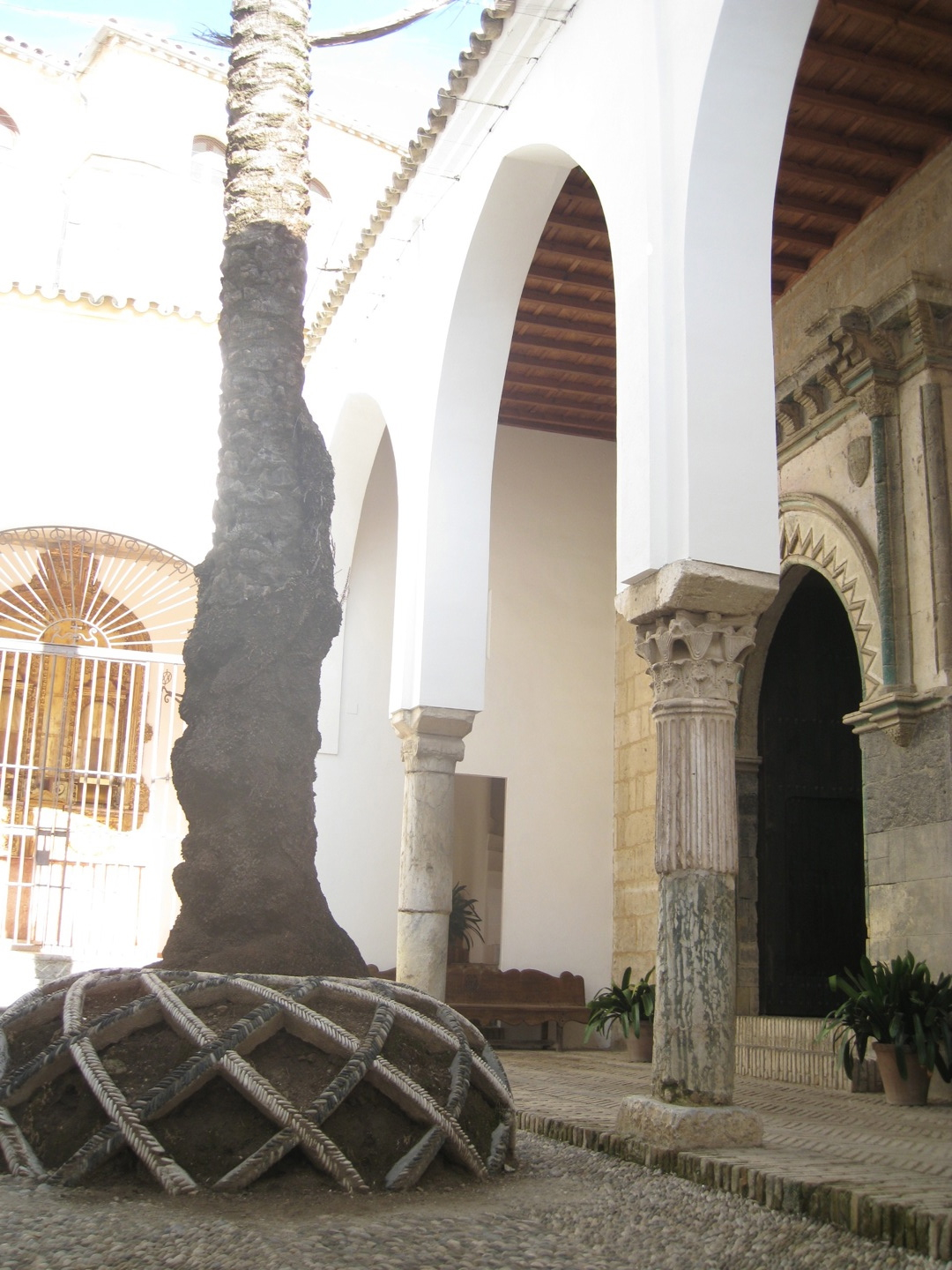
Esterno della cappella di San Bartolomeo

## Caratteristiche
Si tratta di un tempio databile tra il 1399 e 1410 in stile mudejar, edificato a seguito del ripopolamento della zona del vecchio palazzo. Fu inizialmente dotata di parrocchia, di cui mantenne la funzione fino al XVII secolo. La cappella, con pianta basilicale a una sola navata coperta da volta, secondo quello che suggeriscono alcuni storici, potrebbe essere parte di un edificio più grande. Introdotta da un portale quattrocentesco a forma di ogiva, la cappella conserva stucchi arabi e azulejos databili tra il Duecento e il Trecento.

## Restauri
Nel 1953 l'architetto Rafael de La-Hoz Arderius progettò un primo ripristino dell'intonaco in cui sono stati recuperati alcune porzioni delle originarie decorazioni policrome. Dopo il 1975, la cappella è stata chiusa a causa del grave deterioramento in cui versava, a seguito di abbandono e degrado. Nel 2006 è iniziato un nuovo ciclo di restauri, dove sono state consolidate e restaurate le pareti, sostituendo le parti mancanti e quelle gravemente danneggiate. Anche gli interni sono stati rifatti, reintegrando dove il colore era in gran parte perduto.
L'opera, completata nel marzo 2008, è stata finanziata congiuntamente dall'Università di Cordova, dal consiglio provinciale e dal Dipartimento della Cultura e CajaSur. La Giunta dell'Andalusia diede un contributo straordinario di 21.594€, mentre CajaSur stanziò 233.818€. Il costo totale dell'intervento è stato di 500.000€.